# Belinda Nash
Pour les articles homonymes, voir Nash.
Belinda Nash, née le 27 octobre 1946 au Canada et morte le 16 février 2016, est une  historienne américaine. Elle a notamment écrit une biographie de Grace Sherwood, la dernière personne à avoir été condamnée à la torture par l'eau pour sorcellerie, en Virginie. Grâce à ses travaux, Belinda Nash a réussi à faire obtenir à Sherwood le pardon, 300 ans après son procès.